# Železniška postaja Štanjel
Železniška postaja Štanjel je ena izmed železniških postaj v Sloveniji, ki oskrbuje bližnje naselje Štanjel.